# EDTA
EDTA je široce užívaná zkratka pro organickou sloučeninu kyselinu ethylendiaminotetraoctovou (z angl. ethylenediaminetetraacetic acid), triviálně kyselinu edetovou (INN), případně její soli (edetáty, INN). EDTA je polyaminokarboxylová kyselina s chemickým vzorcem [CH2N(CH2CO2H)2]2. EDTA je běžně dostupná ve formě kyseliny (Chelaton 2, H4EDTA), která je ve vodě jen málo rozpustná (0,4 g/l), dobře rozpustné (96 g/l) dihydrogensodné soli (chelaton 3, Na2H2EDTA), výborně rozpustné (550 g/l) (tetra)sodné soli (Na4EDTA) a celé řadě solí jiných solí (Mn2+, Zn2+, Fe3+, Cu2+, Ca2+) používaných ve hnojivech (mikronutrienty). Vápenatosodná sůl EDTA (CaNa2.EDTA) se používá také jako potravinářské aditivum E385.

## Využití

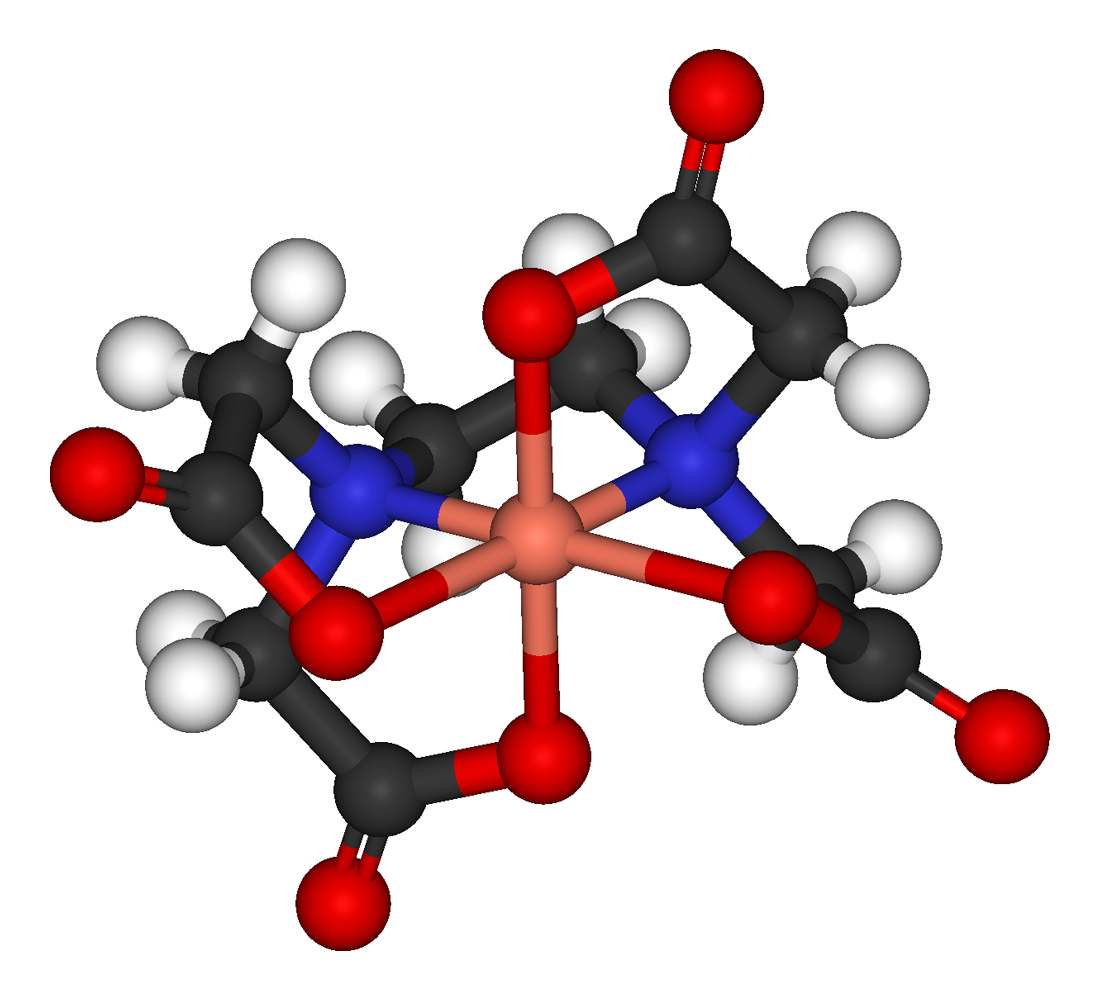
Kuličkový model EDTA v komplexu s iontem Cu^{2+}

EDTA patří mezi chelatační činidla, což v praxi znamená, že je schopná vytvářet komplexní sloučeniny s ionty kovů. Toho se využívá například při odstraňování tvrdosti vody, což je hojně využíváno v pracích a mycích prostředcích (Ca2+ ionty jsou „polapeny“ chelátem a nesnižují tak účinnost mycího procesu, což se jinak děje ve velké míře). Takto chelatovaná vodní tvrdost je navíc dobře rozpustná a nedochází tak k usazování.
EDTA je také masově používáno v papírenském průmyslu při bezchlorovém bělení buničiny, kde vázáním polyvalentních iontů (zvláště Fe3+) stabilizuje peroxid používaný k bělení a výrazně tak podporuje účinnost procesu (Fe3+ jinak způsobuje katalytický rozklad peroxidů).
Oxidační vlastnosti FeIII-EDTA jsou také využívány ve fotografii, kde se používají k rozpouštění iontů stříbra. Je důležitou složkou ve fotografickém průmyslu jako okysličovadlo v barevných vývojkách. Jejích chelačních schopností se využívá i v buněčné biologii – je schopna rozrušit buněčné spoje vyžadující přítomnost iontů vápníku. V molekulární biologii se využívá jako součást řady pufrů, například TE pufru pro uchování DNA, ve kterých zajišťuje sekvestraci dvouvazebných iontů, které jsou nezbytné pro funkci DNáz, čímž brání degradaci DNA.
V medicíně se EDTA využívá při chelatační terapii, ve které slouží k odstranění těžkých kovů z těla.
Trojdraselná sůl EDTA (K3-EDTA) patří mezi základní protisrážlivé činidlo používané při odběrech krve. Vyvázáním vápníku znemožňuje srážení odebrané krve.
V poslední době se stále více řeší nepříliš dobrá biologická rozložitelnost EDTA, která vede k hledání biologicky lépe rozložitelných alternativ.